# Tha Rapper Haiti
James Prospere, dit Tha Rapper Haiti, né le 5 novembre 1996 à Port-au-Prince, est un rappeur, auteur-compositeur-interprète et producteur de musique haïtien, évoluant aux États-Unis. Ses chansons abordent souvent des thematiques profondes qui mettent en lumière les défis sociaux, économiques et culturels auxquels fait face son pays natal, Haïti,,.

## Biographie

### Jeunesse et éducation
James Prospere est né le 5 novembre 1996 à Port-au-Prince, en Haïti. Ses deux parents sont d'origine haïtienne. Prospere grandit en écoutant de la musique Kompa, R&B et Hip-hop. Son amour pour la musique lui vient de sa famille, qui lui a inculqué des valeurs musicales dès son plus jeune âge. Il a déménagé aux États-Unis en 2013,,. Il a fréquenté Wilson Community College (en), où il a obtenu un diplôme en informatique et en analyse de systèmes.

### Carrière
La carrière musicale de Tha Rapper Haiti a débuté entre 2014 et 2015 avec la sortie de sa première mixtape « Pale vit Pale Cho ». Et son apparition sur scène lors d'un grand concert intitulé Festi-Kreyòl à New York, où il a eu l'opportunité de représenter la culture haïtienne à travers son art, a marqué ses débuts sur le marché international. Devenu producteur de musique à l’âge de 18 ans, Tha Rapper a commencé à travailler avec d’autres musiciens en Haïti à cette époque. Il a écrit pas moins de 15 chansons et sorti plusieurs singles, dont « Vibe la », « I Do What I Want » et le morceau collaboratif « Twerk » avec DNS Soldier. Le style de Tha Rapper Haiti est un mélange de plusieurs effets, ce qui donne une musique qui va des morceaux introspectifs aux morceaux de danse optimistes. Ses chansons abordent souvent des questions sociales telles que la brutalité policière, les problèmes sociopolitiques et l’instabilité politique en Haïti,.

### Engagement
En plus de sa carrière musicale, Tha Rapper Haiti reste engagé auprès de la communauté haïtienne. À travers sa musique et ses actions, il aspire à inspirer les jeunes à croire en leurs rêves tout en restant fiers de leurs origines. Utilise sa musique pour transmettre des messages de résilience, de solidarité et d'espoir. Ses textes s’inspirent de ses souvenirs d’Haïti et des défis qu’il a affrontés en tant qu’immigrant aux États-Unis. Il cherche à créer une passerelle entre sa culture d'origine et sa vie dans un nouveau pays, tout en célébrant la richesse du patrimoine haïtien,,.

## Discographie

### Singles
- 2021 : Twerk ft DNS Soldier[12]
- 2021 : Pale vit pale Cho ft Dns soldier
- 2021 : I do what I want[8]
- 2021 : I see it all
- 2021 : Vibe la
- 2021 : Ou blesem
- 2021 : Merci manman
- 2021 : One life to life
- 2021 : Bill
- 2021 : Vle avew
- 2021 : Game kap fet
- 2021 : No me importa nada cover French Montana
- 2021 : Valide
- 2022 : No Chill
- 2022 : Thinking about you
- 2024 :  Hope
- 2024 :  Mixtape It’s not a Dream Shit gets Real